# Nenad Vučković
Nenad Vučković (* 23. August 1980 in Pula, Jugoslawien) ist ein ehemaliger serbischer Handballspieler.
Vučković, der seine Karriere beim RK Dinamo Pančevo in Serbien beendete, konnte im Rückraum vielseitig eingesetzt werden. Meist spielte er auch für die serbische Nationalmannschaft im linken Rückraum.

## Karriere
Nenad Vučković debütierte für RK Roter Stern Belgrad in der ersten serbischen Liga. Dort spielte er bereits mit seinem späteren Mannschaftskollegen Vladica Stojanović zusammen. Allerdings stand er mit seinem Team zunächst nur im Schatten des Stadtrivalen Partizan Belgrad, sodass er sich schließlich 2004 dem französischen Erstligisten Chambéry Savoie HB anschloss. Mit den Männern aus dem Savoyen wurde er 2006 französischer Vizemeister. Als er allerdings im November 2007 einen ab Sommer 2008 gültigen Vertrag bei der deutschen MT Melsungen unterschrieb, wurde er bei Chambéry kaum noch berücksichtigt. Daraufhin wechselte bereits im Januar 2008 zu den Hessen. Zur Saison 2017/18 ist Vuckovic nach Serbien zum RK Vojvodina gewechselt, da sein Vertrag bei der MT auslief und nicht verlängert wurde. Mit Vojvodina gewann er 2018 die serbische Meisterschaft. Von 2018 bis 2021 war seine letzte Station vor dem Karriereende der serbische Handballverein RK Dinamo Pančevo.
Obwohl im heutigen Kroatien geboren, lief Nenad Vučković für die serbische Nationalmannschaft auf. Er stand im Aufgebot für die Weltmeisterschaft 2011 in Schweden. Im Sommer 2012 nahm er an den Olympischen Spielen in London teil.

## Privates
Vučković ist verheiratet, zweifacher Vater und leitet mittlerweile mit seiner Frau einen Kindergarten.